# Saint Joseph Warriors FC
Saint Joseph Warriors Football Club w skrócie Saint Joseph Warriors FC – liberyjski klub piłkarski grający niegdyś w pierwszej lidze liberyjskiej, mający siedzibę w mieście Monrovia.

## Sukcesy
- I liga[1]:
  - mistrzostwo (3): 1976, 1978, 1979.

- Puchar Liberii[2]:
  - zwycięstwo (2): 1982, 2007.

## Występy w afrykańskich pucharach
| Sezon | Rozgrywki       | Runda | Kraj   | Klub                   | Dom | Wyjazd | Dwumecz |
| ----- | --------------- | ----- | ------ | ---------------------- | --- | ------ | ------- |
| 1977  | Puchar Mistrzów | 1     | Ghana  | Accra Hearts of Oak SC | 1–3 | 1–2    | 2–5     |
| 1979  | Puchar Mistrzów | 1     | Gambia | Real Bandżul           | 0–0 | 0–1    | 0–1     |

## Stadion
Domowe mecze klub rozgrywa na stadionie o nazwie D. Tweh Sports Pitch w Monrovii, który może pomieścić 2000 widzów.

## Reprezentanci kraju grający w klubie od 1996 roku
Stan na lipiec 2023.
| - Abel Burmah - Louis Crayton | - Isaac Tondo |